# منظور علم بیگ
منظور علم بیگ (بنگالی: মনজুর আলম বেগ؛ ۱ اکتبر ۱۹۳۱ – ۲۶ ژوئیهٔ ۱۹۹۸) عکاس اهل بنگلادش بود.